# Доманово (Брянская область)
Дома́ново — деревня в Дятьковском районе Брянской области, в составе Верховского сельского поселения. Расположена в 2,5 км от юго-восточной окраины города Фокино. Население — 149 человек (2010).

## История
Деревня упоминается с XVIII века; с 1777 по 1922 входила в состав Жиздринского уезда (Калужской, с 1920 — Брянской губернии), в том числе с 1861 — в составе Пупковской волости. Состояла в приходе села Пупково. В начале XX века была открыта земская школа.
С 1922 включена в Бежицкий уезд (Любохонская, с 1924 Дятьковская волость); с 1929 в Дятьковском районе. В 1930—1949 — центр Домановского сельсовета (с 1949 центр сельсовета был перенесён в деревню Верхи); в 1959—1968 в Березинском сельсовете.